# Janez Bohar
Janez Bohar, slovenski častnik, veteran vojne za Slovenijo, * 27. december 1946, Ratkovci, † 15. december 1999, Murska Sobota.

## Vojaška kariera
- PŠTO Pomurja (1. marec 1980–1981)
- poveljnik OŠTO Murska Sobota (15. september 1981–1991)
- obveščevalni častnik, OŠTO Murska Sobota
- častnik za popolnitev in mobilizacijske priprave, 375. OVTP

## Odlikovanja in priznanja
- spominski znak Obranili domovino 1991
- srebrna medalja generala Maistra z meči
- bronasta medalja Slovenske vojske
- srebrni znak Slovenske vojske VŠP
- zlati znak SV 75. območja